# Ministère de l'Aménagement du territoire et du Développement communautaire
Le ministère de l'Aménagement du territoire et du Développement communautaire du Niger est le ministère chargé de l'aménagement du territoire et du développement communautaire au Niger.  

## Description

### Siège
Le ministère de l'Aménagement du territoire et du Développement communautaire du Niger a son siège à Niamey.

### Attributions
Ce département ministériel du gouvernement nigérien est chargé de la conception, de la mise en œuvre et du suivi de la politique de l’État en matière de planification du territoire du Niger.

### Ministres
Le ministre de l'Aménagement du territoire et du Développement communautaire du Niger est Maman Ibrahim Mahaman .